# 劉煕 (徴士)
劉 煕（りゅう き、生没年不詳）は、中国の後漢末期の学者。字は成国。別名に劉熹。本貫は青州北海国。

## 生涯
後漢の安南太守。博覧にして多識で名を成し、朝廷から辟されたが行かず、交州に避難したため人々から「徴士」と呼ばれた。蒼梧郡、南海郡を行き来して生徒は数百人おり、有名な弟子に許慈、薛綜がいた。また程秉が交州に避難してきた際は、彼と大いに論じ合った。建安の末年（220年前後）に交州で亡くなり、崇山（武陵郡）に葬られた。
著作に『諡法』三巻の注釈、『孟子』七巻の注釈、『釈名』八巻の撰、『列女伝』八巻などがあった。